# موستير
موستير هي بلدة فرنسية تقع في إقليم الراين الأعلى في منطقة غراند إيست شمال شرق فرنسا.